# Burlington (Oklahoma)
Burlington – miasto w Stanach Zjednoczonych, w stanie Oklahoma, w hrabstwie Alfalfa.